# MicroMV
MicroMV é um formato de videoteipe independente/proprietário introduzido em Outubro de 2001 pela Sony. Este videocassete é fisicamente menor que o Digital8 ou vídeo digital. Em realidade, o MicroMV é o menor formato de videotape — 70% menor que o MiniDV ou mais ou menos o tamanho de duas moedas norte-americanas de 25 centavos. O MicroMV foi o primeiro sistema de fita de varredura helicoidal a utilizar um sistema com uma cabeça magnética que faz leituras e gravações no disco introduzido no mercado. Cada cassete pode conter até 60 minutos de vídeo.
O MicroMV não faz o uso do codec "DV25" usado nos formatos de videocassete altamente populares DV e MiniDV. Ao invés disso, o MicroDV usa um compressor MPEG-2 de 12Mbit/s, que são utilizados nos DVDs e HDV. Filmagens gravadas no MicroMV inicialmente não poderiam ser editadas com os softwares populares de DV como o Adobe Premiere ou o Final Cut Pro da Apple; ao invés disso, a Sony forneceu seu próprio software editor de vídeo, o MovieShaker (apenas para Windows). Versões posteriores do Ulead Video Studio e diversos outros aplicativos freeware, todavia, já conseguiam capturar e editar vídeos diretamente das camcorders Sony MicroMV.
O MicroMV foi um formato que não obteve êxito. A Sony foi a única fabricante a vender câmeras MicroMV. Desde Janeiro de 2006, a Sony não ofereceu mais novos modelos de câmeras MicroMV. Em Novembro de 2015, a Sony anunciou que a distribuição das fitas MicroMV seriam descontinuadas em Março de 2016.

## Software com suporte ao MicroMV
- MovieShaker — Editor de vídeo da própria Sony
- DVgate Plus — Software da Sony para a captura de clipes, incluindo os do MicroMV.
- Pinnacle Studio — Captura clipes e permite edição, criação de DVD etc. Função descartada na versão 11.
- GrabMV — Captura vídeos em MicroMV
- FFMPEG — Suporte para playback MPEG-TS
- Blender — Sequenciador de vídeos; suporta edição do MPEG-TS graças ao ffmpeg.
- Apple iMovie 08 para MAC — Suporte nativo para a importação de vídeos das câmeras MicroMV.
- Windows Movie Maker — Incluso gratuitamente com o Window Vista Home Premium